# Michele Rallo
Michele Rallo (Trapani, 5 settembre 1946) è un politico e saggista italiano.

## Biografia
Di professione bancario, è stato dirigente giovanile del FUAN, e collaboratore a Roma de L'Italiano e del Secolo d'Italia. Alla fine degli anni sessanta seguì Pino Rauti in Ordine Nuovo. Rientrato nel MSI insieme a lui, nel 1980 diviene consigliere comunale di Trapani per tre mandati. È stato segretario provinciale del MSI-DN e Coordinatore provinciale di Alleanza Nazionale.
È stato eletto la prima volta nel 1994 alla Camera dei deputati nel collegio di Trapani per il Polo del Buon Governo, aderendo al gruppo di Alleanza Nazionale ed è componente della Commissione Esteri. Viene rieletto nel 1996 per il Polo della Libertà e fa parte delle commissioni Esteri, Politiche dell'Unione Europea, Attività Produttive.
Non si ricandida nel 2001 e torna agli studi storici, pubblicando diversi volumi sulla storia contemporanea dell'Europa Orientale e sui movimenti nazionalisti tra le due guerre mondiali.
Nel 2005 lascia An, e nel settembre 2007 aderisce al movimento "La Destra" di Francesco Storace, lasciando poco dopo la politica attiva. 
Dal 2008 cura un sito sulla storia dell'Europa orientale . Fa parte del comitato scientifico della rivista "Storia Verità" e collabora con blog di impronta sovranista-populista.

## Opere
- Dall'Action Française a Ordre Nouveau, 1971, Roma, Ed. Europa
- I fascismi della Mitteleuropa, 1972, Roma, Ed. Europa
- Il caso De Felice e il problema di una nuova interpretazione del fascismo, Palermo, Edizioni Thule, 1976
- Degrelle e il rexismo, 1978, Palermo, Thule
- Almirante, Intervista sull'eurodestra, Palermo, Thule, 1978
- Vichy 1940, Palermo, Thule, 1979
- L'Epoca delle Rivoluzioni Nazionali in Europa. Austria, Cecoslovacchia e Ungheria (1919-1945) - Vol. 1ª, Ed. Edizioni Settimo Sigillo, Roma, 1987
  - Jugoslavia (1919-1945) - Vol. 2ª, Ed. Settimo Sigillo, 1989
  - Romania (1919-1945) - Vol. 3ª, Ed. Settimo Sigillo, 1990
  - Albania e Kosovo (1919-1945) - Vol. 4ª, Ed. Settimo Sigillo, 2002
  - Bulgaria e Macedonia (1919-1945) - Vol. 5ª, Ed. Settimo Sigillo, 2004
- Romania in perioada revolutiilor nationale din Europa (1919-1945), Editura SeMpre, Bucarest, 1993
- Albania si Kosovo, de la proclamarea independentzei la instaura rea comunismului, SeMpre, Bucarest, 2004
- La Grecia, il Panellenismo e il Risorgimento Balcanico. 1814-1918, Ed. Settimo Sigillo, 2004
- Il coinvolgimento dell'Italia nella prima guerra mondiale e la vittoria mutilata. La politica estera italiana e lo scenario egeo-balcanico dal patto di Londra al patto di Roma, Ed. Settimo Sigillo, 2007
- L'irredentismo tedesco e la questione dei Sudeti nella Cecoslovacchia tra le due guerre mondiali. 1918-1938, Ed. Settimo Sigillo, 2011
- Storia contropelo. Articoli pubblicati su "Storia in Rete". Ed. C. S. Giulio Pastore, Trapani, 2011
- La crociera del Britannia, Ed. C. S. Dino Grammatico,  Custonaci, 2015
- L'Ukraina e il suo fascismo. L'Organizzazione dei Nazionalisti Ukraini dalle origini alla guerra fredda, Ed. Settimo Sigillo, Roma 2016, nuova edizione 2022
- Anni decisivi: Europa 1939, Oaks Editrice, Sesto San Giovanni, 2023